# Джун Ґейбл
Джун Ґейбл (нар. Джун Голуб; 5 червня 1945) — американська акторка, мабуть, найбільш відома своєю роллю агентки Джої Естель Леонард у ситкомі NBC Друзі. Вона отримала номінацію на премію Тоні за свою роботу на Бродвеї.

## Життя і кар'єра
Ґейбл народилася в Брукліні, Нью-Йорк, дочка Джозефа і Ширлі Голуб. Вона вчилася акторській майстерності в університеті Карнеґі-Меллона в Піттсбурзі.

### Театр
Ґейбл знялася у чотирьох бродвейських постановках, включаючи мюзикл Кандід у 1974 році, за роль у якому вона була номінована на премію Тоні за найкращу жіночу роль у мюзиклі за її роль Літньої Леді. Вона була представлена як Снукс Кін у сумнозвісному провальному на Бродвеї «Вбивстві лося», прем'єра якого була зупинена після першого показу в 1983 році. Вона також з'явилася в акторському складі оф-бродвейського ревю [Жак Брель живий і здоровий і живе в Парижі"]]. У листопаді 2012 року вона знялася у головній ролі Мері у світовій прем'єрі фільму Білла К. Девіса "All Hallowed" у Waco Civic Theatre у Вако, Техас, під керівництвом Джорджа Бойда.

### Телебачення і кіно
На телебаченні Ґейбл зіграла детектива Баттісту в третьому сезоні «Барні Міллер». Вона також була в акторському складі короткочасного відродження скеч-комедії Rowan & Martin's Laugh-In» у 1977 році. У 1979 році вона з'явилася як Рода Рутер у телевізійному спектаклі Ганна-Барбера в прямому ефірі «Легенди супергероїв». Від 1978 до 1981 вона була постійною акторкою в синдикованому естрадному серіалі Sha Na Na. У 1980-х роках вона гостювала у популярних серіалах, включаючи  Поліція Маямі та Кейт та Еллі, а також мала невеликі ролі у фільмах Бренда Старр та Дияволиця (обидві-1989).
З 1994 по 2004 рік Ґейбл виступала в ролі Естель Леонард, агентки персонажа Метта ЛеБлана Джої Тріббіані, в ситкомі NBC Друзі, аж до "смерті" персонажа у 2004 році, під час десятого та останнього сезону шоу. Вона грала медсестру в цьому ж шоу в 1 сезоні, епізод 23. Вона також з'являлася в періодичній ролі в комедійному серіалі HBO Dream On з 1990 до 1996 року, граючи Ліббі Фрідман.

## Фільмографія

### Фільм
| Рік      | Заголовок                  | Роль    | Директор (и)        | Примітки |
| -------- | -------------------------- | ------- | ------------------- | -------- |
| 1989 рік | Бренда Старр               | Люба    | Роберт Елліс Міллер |          |
| 1989 рік | Дияволиця                  | Ріелтор | Сьюзен Зайдельман   |          |
| 2018 рік | Тиждень відпустки          | Роберта | Роберт Смігель      |          |
| ТБА      | Фільм Рея Романо без назви |         | Рей Романо          | Зйомки   |

### Телебачення
| Рік            | Заголовок                            | Роль                       | Епізоди                                                                     | Примітки                                   |
| -------------- | ------------------------------------ | -------------------------- | --------------------------------------------------------------------------- | ------------------------------------------ |
| 1976 рік       | Аптека Ньюмана                       | Тінкер Ширлі               |                                                                             | Телефільм                                  |
| 1976–77        | Барні Міллер                         | Детектив Марія Баттіста    | 2 серія </br> - "Незалученість" (1976) </br> - "Оповіщення про смог" (1977) |                                            |
| 1977 рік       | Компанія розваг Bay City             | Ґейл                       |                                                                             | Телефільм                                  |
| 1977–78        | Посмішка                             | Постійний виконавець       | звичайний серіал (6 серій)                                                  | також відомий як Rowan & Martin's Laugh-In |
| 1978–81        | Ша На На                             | Сама вона                  | невідомі епізоди                                                            |                                            |
| 1979 рік       | Легенди про супергероїв              | Рода Рутер                 | - "Смажене"                                                                 |                                            |
| 1987 рік       | Історія злочину                      | Офіціантка Аггі            | - "Загублена дівчинка"                                                      |                                            |
| 1989 рік       | Кейт і Еллі                          | невідома роль              | - "Огляд"                                                                   |                                            |
| 1990 рік       | Поліція Маямі                        | Доктор Елен Гарді          | - "Занадто багато, занадто пізно"                                           |                                            |
| 1990 рік       | Керівник класу                       | Ґрета Еморі                | - "Вирвані гени Вікі"                                                       |                                            |
| 1990–96        | Мріяти                               | Ліббі Фрідман              | повторювана роль (7 серій)                                                  |                                            |
| 1993 рік       | Сімейний альбом                      | Місіс. Кревіц              | - "Салон, прощання, Auf Widersehn, до побачення"                            |                                            |
| 1994 рік       | У захваті від тебе                   | Жінка №1                   | - "Місто"                                                                   |                                            |
| 1994–2003 роки | Друзі                                | Естель Леонард / медсестра | повторювана роль (10 серій) </br> Гість - "Той, хто народився" (1995)       |                                            |
| 1997 рік       | Шоу Тоні Данза                       | Жінка                      | - "Молочний біг"                                                            |                                            |
| 1998 рік       | Керолайн у місті                     | Наомі                      | - "Керолайн і вікторина"                                                    |                                            |
| 1998 рік       | Приятель Фаро                        | невідома роль              | - "Пілот"                                                                   |                                            |
| 2000 рік       | Саллі Гемінґс: американський скандал | Пані Дюпре                 |                                                                             | Телефільм                                  |
| 2012 рік       | Моя Америка                          | невідома роль              | - "Анетт"                                                                   |                                            |
| 2016 рік       | Безглуздя                            | С. Роуз Серафіна           | невідомий епізод                                                            |                                            |

### Театр
| Рік      | Заголовок      | Роль        | Місце проведення    | Примітки                                                                     | Посилання |
| -------- | -------------- | ----------- | ------------------- | ---------------------------------------------------------------------------- | --------- |
| 1973 рік | Неш о дев'ятій | Очікування  | Театр Гелен Гейс    |                                                                              | [ 7 ]     |
| 1974–76  | Кандид         | Літня жінка | Бродвейський театр  | 740 (вистав) </br> Номінація - премія Тоні за найкращу жіночу роль у мюзиклі | [ 7 ]     |
| 1975–76  | The Ritz       | Ґуґі Ґомес  | Театр Лонґейкер     | замінила Ріту Морено                                                         | [ 7 ]     |
| 1983 рік | Вбивства лося  | Снукс Кін   | Театр Юджина О'Ніла | 13 (попередній перегляд); 1 (виступ)                                         | [ 7 ]     |